# 空気質

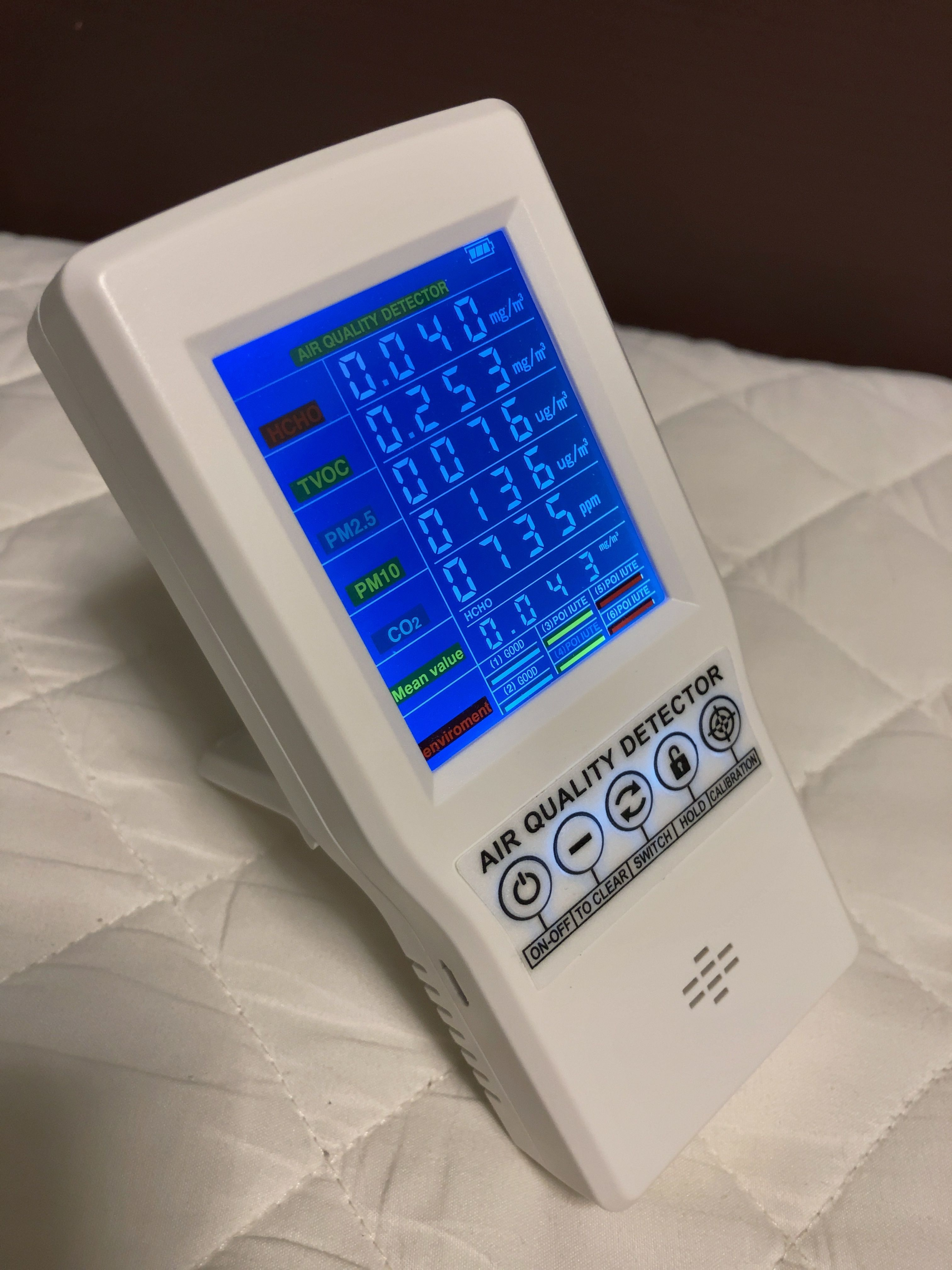
携帯型の空気質モニター

空気質（くうきしつ）、または室内空気質とは、一般に建物内等の空気中の組成およびその評価を指す。
英:Indoor Air Qualityの略であるIAQも用いられる。

## 概要
空気中の成分を計測し、その組成により空気の質が判断される。
空気質が悪化すると人体に悪影響を及ぼすため、健康や衛生の観点から着目される。
また博物館等施設における文化財にも影響を与えるため、博物館施設においては収蔵庫や展示環境における空気質は収蔵品に影響を与える要素として湿度や照明と並び管理が徹底され、施設の設立段階から安全な建材の検討を行い、空調設備にフィルターを設置し空気の浄化を行っている。
評価項目は多岐にわたり、単なるガス成分だけでなく、ダニや細菌、鳥類の侵入の有無、換気システムの有無、清掃用具の有無など総合的に判断される。
具体的な判断基準はWHOが作成しているものがあるが、各国独自の基準を採用しているケースも多い。

## 汚染源

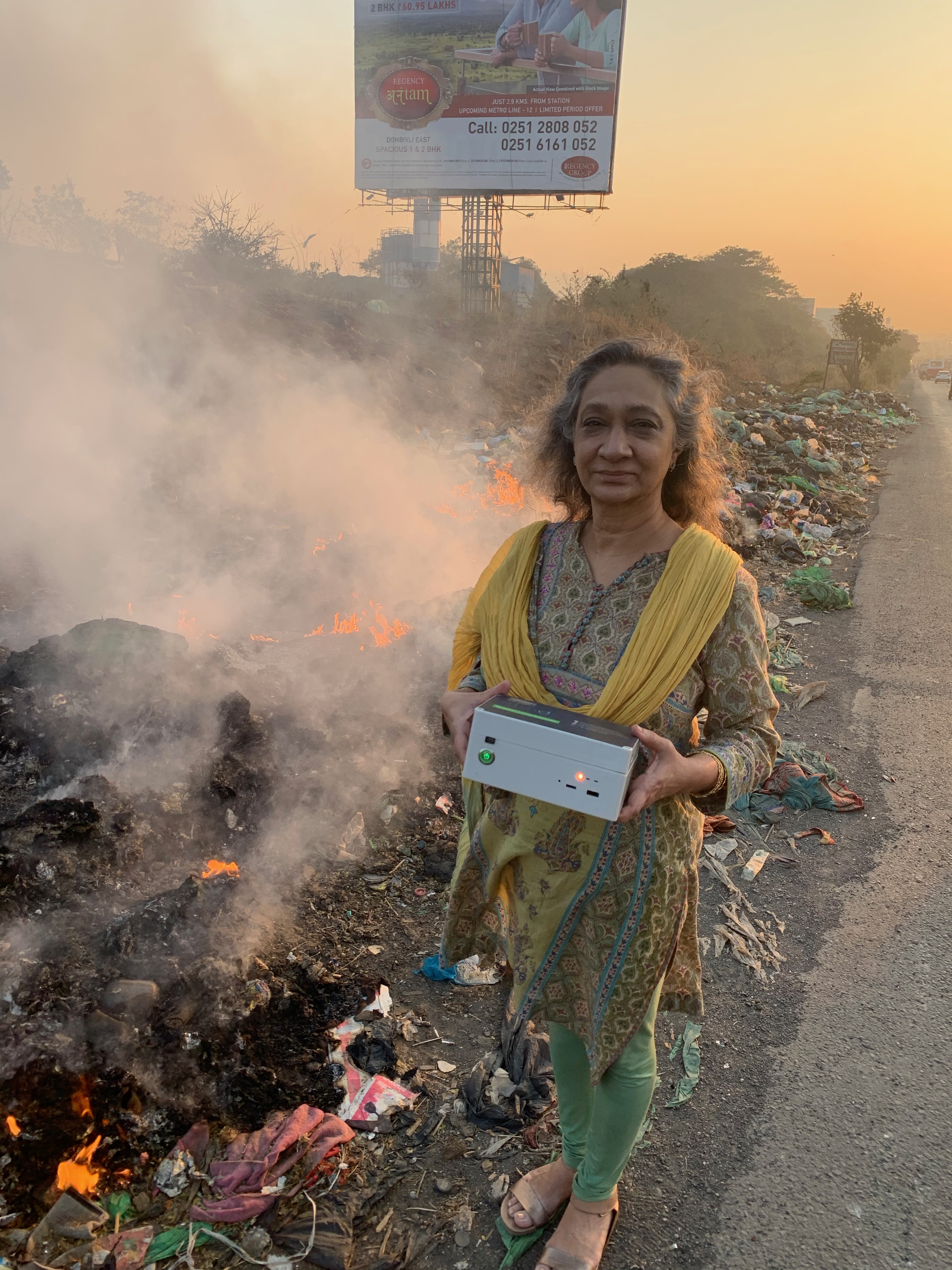
屋外の違法焼却所のそばで空気質測定を行う女性(インド・ムンバイ)

主な汚染源は人間の呼吸、たばこの喫煙、建材(シックハウス症候群)、調理や暖房の使用(燃料としてガスや薪(木質燃料)の使用)が挙げられる。
また、汚染された屋外空気(大気汚染)や換気能力の不足は室内空気質と密接に関連している。
特に発展途上国では換気設備の無い、あるいは不十分な状態での屋内調理や、刈株、ゴミなどの廃棄物の焼却が汚染元として多くを占める
。
韓国での調査によると、特に都市においては室外空気よりも室内空気のほうが汚染されている。建材から発生する揮発性有機化合物や、調理、喫煙によるものが多くを占めるという。そのため換気設備の設置とその運用が重要とされる
。
業態別のデータでは、コンビニエンスストア内よりもレストラン内のほうがCO2濃度が高い。ガスコンロや喫煙による汚染が原因と推定されている

## 各国の指標

### 日本
日本においては、室内空気質に対する基準値は設定されていない。
その一方で、環境基準や大気汚染防止法、悪臭防止法、騒音規制法、粉じん規制などの各種規制法が存在しているため、それらに準拠する形で保護が与えられるものとなっている。
一般家屋に対しては、建築基準法により「シックハウス対策」が義務付けられている。
学校施設や労働環境などは揮発性有機化合物、換気量、照度や騒音など包括的な指針が策定されている。

### アメリカ

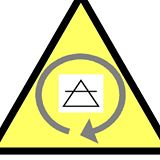
屋内汚染のアイコン

アメリカ人は室内で過ごす時間が長く、また建材の関係から放射性物質であるラドンによる汚染が深刻なことから室内空気質への関心が高く、アメリカ環境保護庁(EPA)によりアメリカ肺協会などの呼吸器関係の団体と連携し、室内空気質を改善するイニシアチブを形成している
。

### 韓国

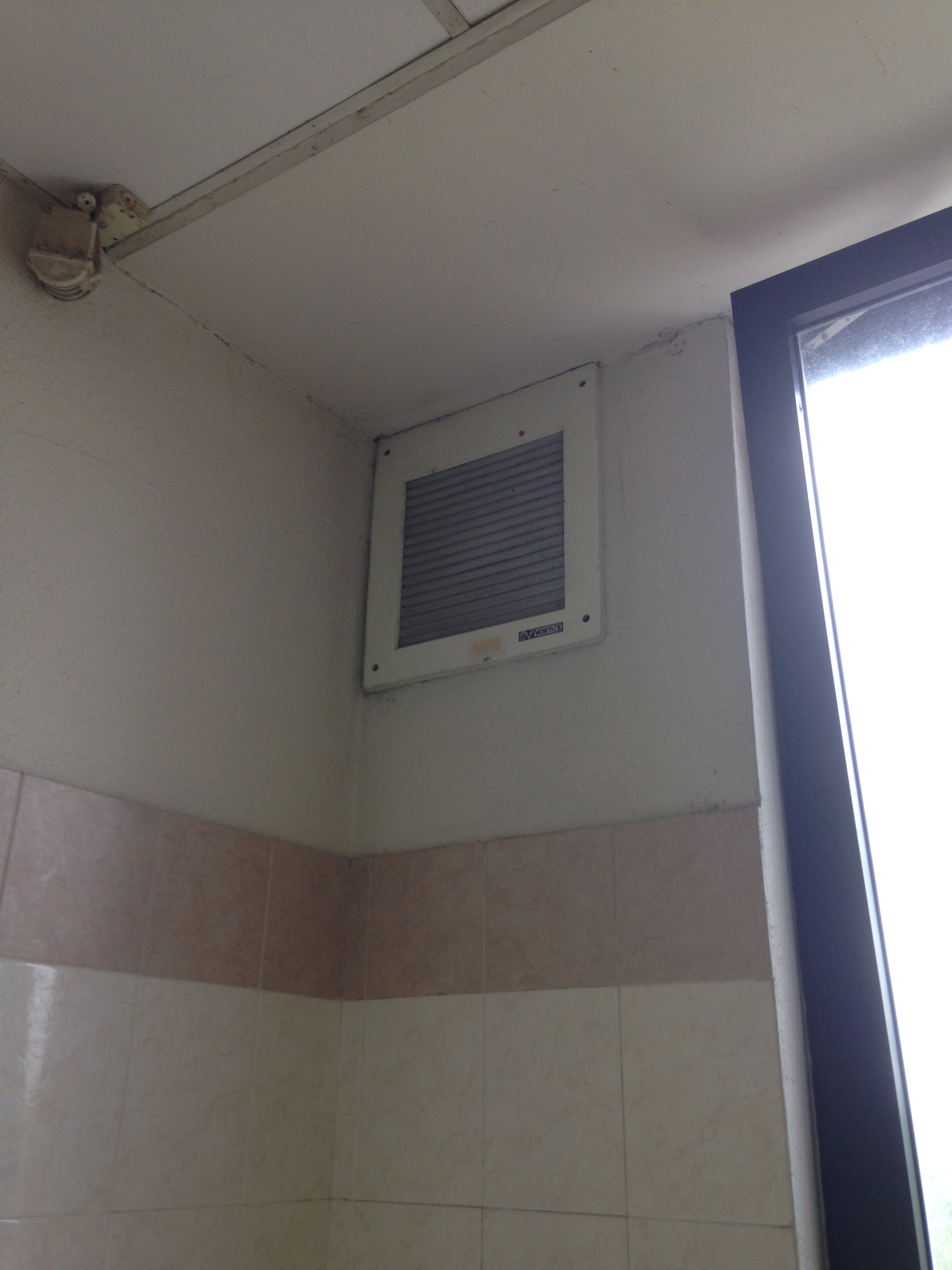
換気扇

室内空気質を基準値以下に抑えるために、換気設備の設置が義務付けられている
。